# Tersilochus heterocerus
Tersilochus heterocerus är en stekelart som först beskrevs av Thomson 1889.  Tersilochus heterocerus ingår i släktet Tersilochus och familjen brokparasitsteklar. Arten är reproducerande i Sverige. Inga underarter finns listade i Catalogue of Life.